# Квалификације за Светско првенство у фудбалу 2018 — УЕФА група Е
Група Е европских квалификација за Светско првенство у фудбалу 2018. се састојала од 6 репрезентација: Пољска, Данска, Румунија, Црна Гора, Јерменија и Казахстан.
Репрезентација Пољске је као првопласирана репрезентација изборила директан пласман на првенство, док је Данска као другопласирана репрезентација отишла у бараж.

## Табела
| Легенда                                           |
| ------------------------------------------------- |
| Репрезентација која се квалификује у првом кругу  |
| Репрезентација која иде у бараж након првог круга |

| Табела групе Е | Табела групе Е | Табела групе Е | Табела групе Е | Табела групе Е | Табела групе Е | Табела групе Е | Табела групе Е | Табела групе Е | Табела групе Е |  |        |        |           |          |           |           |  | Домаћи | Домаћи | Домаћи | Домаћи | Домаћи | Домаћи | Домаћи | Гости | Гости | Гости | Гости | Гости | Гости | Гости |
|                | Репрезентација | И              | Д              | Н              | И              | ДГ             | ПГ             | ГР             | Бод.           |  | Пољска | Данска | Црна Гора | Румунија | Јерменија | Казахстан |  | И      | Д      | Н      | И      | ДГ     | ПГ     | Бод.   | И     | Д     | Н     | И     | ДГ    | ПГ    | Бод.  |
| 1.             | Пољска         | 10             | 8              | 1              | 1              | 28             | 14             | +14            | 25             |  | -      | 3:2    | 4:2       | 3:1      | 2:1       | 3:0       |  | 5      | 5      | 0      | 0      | 15     | 6      | 15     | 5     | 3     | 1     | 1     | 13    | 8     | 10    |
| 2.             | Данска         | 10             | 6              | 2              | 2              | 20             | 8              | +17            | 20             |  | 4:0    | -      | 0:1       | 1:1      | 1:0       | 4:1       |  | 5      | 3      | 1      | 1      | 10     | 3      | 10     | 5     | 3     | 1     | 1     | 10    | 5     | 10    |
| 3.             | Црна Гора      | 10             | 5              | 1              | 4              | 20             | 12             | +8             | 16             |  | 1:2    | 0:1    | -         | 1:0      | 4:1       | 5:0       |  | 5      | 3      | 0      | 2      | 11     | 4      | 9      | 5     | 2     | 1     | 2     | 9     | 8     | 7     |
| 4.             | Румунија       | 10             | 3              | 4              | 3              | 12             | 10             | +2             | 13             |  | 0:3    | 0:0    | 1:1       | -        | 1:0       | 3:1       |  | 5      | 2      | 2      | 1      | 5      | 5      | 8      | 5     | 1     | 2     | 2     | 7     | 5     | 5     |
| 5.             | Јерменија      | 10             | 2              | 1              | 7              | 10             | 26             | -16            | 7              |  | 1:6    | 1:4    | 3:2       | 0:5      | -         | 2:0       |  | 5      | 2      | 0      | 3      | 7      | 17     | 6      | 5     | 0     | 1     | 4     | 3     | 9     | 1     |
| 6.             | Казахстан      | 10             | 0              | 3              | 7              | 6              | 26             | -20            | 3              |  | 2:2    | 1:3    | 0:3       | 0:0      | 1:1       | -         |  | 5      | 0      | 3      | 2      | 4      | 9      | 3      | 5     | 0     | 0     | 5     | 2     | 17    | 0     |

## Резултати
| Данска      | 1:0                         | Јерменија |
| ----------- | --------------------------- | --------- |
| Ериксен 17’ | Детаљи (FIFA) Детаљи (UEFA) |           |

| Казахстан           | 2:2                         | Пољска                            |
| ------------------- | --------------------------- | --------------------------------- |
| Хижниченко 51’, 58’ | Детаљи (FIFA) Детаљи (UEFA) | Капуцка 9’ · Левандовски 35’ пен. |

| Румунија | 1:1                         | Црна Гора   |
| -------- | --------------------------- | ----------- |
| Попа 85’ | Детаљи (FIFA) Детаљи (UEFA) | Јоветић 87’ |

| Јерменија | 0:5                         | Румунија                                                           |
| --------- | --------------------------- | ------------------------------------------------------------------ |
|           | Детаљи (FIFA) Детаљи (UEFA) | Станку 4’ (пен.) · Попа 10’ · Марин 12’ · Станкју 29’ · Кипкју 59’ |

| Црна Гора                                                            | 5:0                         | Казахстан |
| -------------------------------------------------------------------- | --------------------------- | --------- |
| Томашевић 24’ · Вукчевић 59’ · Јоветић 64’ · Бећирај 73’ · Савић 78’ | Детаљи (FIFA) Детаљи (UEFA) |           |

| Пољска                           | 3:2                         | Данска                       |
| -------------------------------- | --------------------------- | ---------------------------- |
| Левандовски 20’, 36’ (пен.), 48’ | Детаљи (FIFA) Детаљи (UEFA) | Глик 49’ (аг.) · Повлсен 69’ |

| Казахстан | 0:0                         | Румунија |
| --------- | --------------------------- | -------- |
|           | Детаљи (FIFA) Детаљи (UEFA) |          |

| Данска | 0:1                         | Црна Гора   |
| ------ | --------------------------- | ----------- |
|        | Детаљи (FIFA) Детаљи (UEFA) | Бећирај 32’ |

| Пољска                               | 2:1                         | Јерменија  |
| ------------------------------------ | --------------------------- | ---------- |
| Мкојан 48’ (аг.) · Левандовски 90+5’ | Детаљи (FIFA) Детаљи (UEFA) | Пицели 50’ |

| Јерменија                                    | 3:2                         | Црна Гора                   |
| -------------------------------------------- | --------------------------- | --------------------------- |
| Григорјан 50’ · Харојан 74’ · Газарјан 90+4’ | Детаљи (FIFA) Детаљи (UEFA) | Којашевић 36’ · Јоветић 38’ |

| Данска                                                    | 4:1                         | Казахстан      |
| --------------------------------------------------------- | --------------------------- | -------------- |
| Корнелијус 15’ · Ериксен 36’ (пен.), 90+2’ · Анкерсен 78’ | Детаљи (FIFA) Детаљи (UEFA) | Сујумбајев 17’ |

| Румунија | 0:3                         | Пољска                                       |
| -------- | --------------------------- | -------------------------------------------- |
|          | Детаљи (FIFA) Детаљи (UEFA) | Грозицки 11’ · Левандовски 83’, 90+1’ (пен.) |

| Јерменија                   | 2:0                         | Казахстан |
| --------------------------- | --------------------------- | --------- |
| Мхитарјан 73’ · Озбилиз 75’ | Детаљи (FIFA) Детаљи (UEFA) |           |

| Црна Гора  | 1:2                         | Пољска                       |
| ---------- | --------------------------- | ---------------------------- |
| Мугоша 63’ | Детаљи (FIFA) Детаљи (UEFA) | Левандовски 40’ · Пишчек 82’ |

| Румунија | 0:0                         | Данска |
| -------- | --------------------------- | ------ |
|          | Детаљи (FIFA) Детаљи (UEFA) |        |

| Казахстан | 1:3                         | Данска                                           |
| --------- | --------------------------- | ------------------------------------------------ |
| Куат 76’  | Детаљи (FIFA) Детаљи (UEFA) | Јоргенсен 27’ · Ериксен 51’ (пен.) · Долберг 81’ |

| Црна Гора                          | 4:1                         | Јерменија     |
| ---------------------------------- | --------------------------- | ------------- |
| Бећирај 2’ · Јоветић 28’, 54’, 82’ | Детаљи (FIFA) Детаљи (UEFA) | Јоргенсен 27’ |

| Пољска                                  | 3:1                         | Румунија   |
| --------------------------------------- | --------------------------- | ---------- |
| Левандовски 29’ (пен.), 57’, 62’ (пен.) | Детаљи (FIFA) Детаљи (UEFA) | Станку 77’ |

| Казахстан | 0:3                         | Црна Гора                             |
| --------- | --------------------------- | ------------------------------------- |
|           | Детаљи (FIFA) Детаљи (UEFA) | Вешовић 31’ · Бећирај 53’ · Симић 63’ |

| Данска                                                     | 4:0                         | Пољска |
| ---------------------------------------------------------- | --------------------------- | ------ |
| Деланеј 15’ · Корнелијус 42’ · Јоргенсен 59’ · Ериксен 80’ | Детаљи (FIFA) Детаљи (UEFA) |        |

| Румунија     | 1:0                         | Јерменија |
| ------------ | --------------------------- | --------- |
| Максим 90+1’ | Детаљи (FIFA) Детаљи (UEFA) |           |

| Јерменија | 1:4                         | Данска                                |
| --------- | --------------------------- | ------------------------------------- |
| Корјан 6’ | Детаљи (FIFA) Детаљи (UEFA) | Деланеј 16’, 81’, 90+3’ · Ериксен 29’ |

| Црна Гора   | 1:0                         | Румунија |
| ----------- | --------------------------- | -------- |
| Јоветић 75’ | Детаљи (FIFA) Детаљи (UEFA) |          |

| Пољска                                        | 3:0                         | Казахстан |
| --------------------------------------------- | --------------------------- | --------- |
| Милик 11’ · Глик 74’ · Левандовски 86’ (пен.) | Детаљи (FIFA) Детаљи (UEFA) |           |

| Јерменија        | 1:6                         | Пољска                                                                  |
| ---------------- | --------------------------- | ----------------------------------------------------------------------- |
| Хамбарџумјан 39’ | Детаљи (FIFA) Детаљи (UEFA) | Грозицки 2’ · Левандовски 18’, 25’, 64’ · Блашчиковски 58’ · Волски 89’ |

| Црна Гора | 0:1                         | Данска      |
| --------- | --------------------------- | ----------- |
|           | Детаљи (FIFA) Детаљи (UEFA) | Ериксен 16’ |

| Румунија                             | 3:1                         | Казахстан    |
| ------------------------------------ | --------------------------- | ------------ |
| Будеску 33’, 38’ (пен.) · Кесеру 73’ | Детаљи (FIFA) Детаљи (UEFA) | Туризбек 82’ |

| Данска             | 1:1                         | Румунија |
| ------------------ | --------------------------- | -------- |
| Ериксен 59’ (пен.) | Детаљи (FIFA) Детаљи (UEFA) | Деак 88’ |

| Казахстан    | 1:1                         | Јерменија     |
| ------------ | --------------------------- | ------------- |
| Туризбек 62’ | Детаљи (FIFA) Детаљи (UEFA) | Мхитарјан 26’ |

| Пољска                                                             | 4:2                         | Црна Гора                 |
| ------------------------------------------------------------------ | --------------------------- | ------------------------- |
| Мачињски 6’ · Грозицки 16’ · Левандовски 86’ · Стојковић 89’ (аг.) | Детаљи (FIFA) Детаљи (UEFA) | Мугоша 78’ · Вукчевић 83’ |

## Стрелци
16 голова
| - Роберт Левандовски |

8 голова
| - Кристијан Ериксен |

7 голова
| - Стеван Јоветић |

4 гола
| - Томас Деланеј | - Фатос Бећирај |

3 гола
| - Камил Грозицки |

2 гола
| - Андреас Корнелијус - Николај Јергенсен - Руслан Корјан - Хенрих Мхитаријан | - Баујржан Турисбек - Сергеј Хизниченко - Адријан Попа - Богдан Станку | - Константин Будеску - Жарко Томашевић - Стефан Мугоша |

1 гол
| - Јусуф Повлсен - Каспер Долберг - Петер Анкерсен - Арас Озбилиз - Артас Григорјан - Вараздат Харојан - Геворг Хазарјан - Маркос Пицели - Ховханес Хамбардзумјан - Гафуржан Сујумбајев | - Исламбек Куат - Аркадјуш Милик - Бартош Капустка - Јакуб Блашчиковски - Камил Глик - Кжижтоф Мачињски - Лукаш Пишчек - Рафал Волски - Александру Кипчу - Александру Максим | - Клаудију Кешеру - Кипријан Деак - Николае Станчију - Разван Марин - Дамир Којашевић - Марко Вешовић - Марко Симић - Никола Вукчевић - Стефан Савић |

Аутогол
| - Храјр Мкојан (против Пољске) - Камил Глик (против Данске) | - Филип Стојковић (против Пољске) |